# Rumacon
Rumacon är ett släkte av skalbaggar. Rumacon ingår i familjen långhorningar.
Kladogram enligt Catalogue of Life:
| Rumacon | \| \| Rumacon annulicornis \| \| \| \| \| \| Rumacon canescens \| \| \| \| |
|         | \| \| Rumacon annulicornis \| \| \| \| \| \| Rumacon canescens \| \| \| \| |
|         | Rumacon annulicornis                                                       |
|         |                                                                            |
|         | Rumacon canescens                                                          |
|         |                                                                            |